# Mosquée Abdumalik
 (décembre 2023).
La mosquée d'Abdumalik est un site du patrimoine culturel en Ouzbékistan. C'est un monument architectural. En 1913, le Gouvernorat général du Turkestan a établi la mosquée dans le district de Namangan de la région de Ferghana. Actuellement, elle se trouve dans le quartier « Yangi hayot » du village de Gova, dans le district de Chust, région de Namangan.

## Arrière-plan
Par la décision du Cabinet des ministres de la République d'Ouzbékistan en 2014, le monument architectural a été inclus dans la liste des objets qui ne peuvent pas être donnés en gage ni hypothéqués en raison de leur valeur historique, artistique ou culturelle. Cependant, en 2018, le bâtiment historique a été transféré du bilan de l'Inspection du patrimoine culturel au bilan de l'autorité, avec une affirmation infondée selon laquelle il s'agissait d'un « bâtiment construit par le hashar, actuellement négligé, dont le propriétaire n'a pas été identifié », par décision du gouverneur du district de Chust, Bahadir Okhunov. À l'initiative de l'administration du district, le monument historique, qui avait été pris en charge par les autorités, a été vendu à un entrepreneur citoyen ouzbek lors d'enchères pour 61 millions de sums. Selon la décision du gouverneur du district en date du 30 avril 2019, la reconstruction de cet objet a été illégalement autorisée. En conséquence, 61,1 mètres carrés du plafond de la mosquée Abdumalik ont été réparés et repeints par le nouveau propriétaire du bâtiment historique, causant des dommages importants d'une valeur de 806,5 millions de sums,,.
Le 4 octobre 2019, par décision du Cabinet des ministres de la République d'Ouzbékistan, la mosquée Abdumalik a été incluse dans la liste nationale des biens immobiliers du patrimoine culturel tangible. Elle a été placée sous la protection de l'État en tant que monument architectural. Selon la décision la plus récente, l'objet du patrimoine culturel est désormais officiellement considéré comme une propriété de l'État et figure au bilan du département du patrimoine culturel de la région de Namangan, en vertu du droit de gestion opérationnelle.
Selon des rapports de 2022, une affaire pénale a été ouverte contre les fonctionnaires de l'administration du district de Chust et d'autres personnes en raison d'activités illégales découvertes lors des inspections menées par l'inspection de protection du patrimoine culturel du Cabinet des ministres de la République d'Ouzbékistan, l'Agence du patrimoine culturel du Ministère du Tourisme et du Patrimoine Culturel de la République d'Ouzbékistan, et le Bureau du Procureur Général de la République d'Ouzbékistan. Une enquête est actuellement en cours,,,.